# Laura Unuk
Laura Unuk (nascuda el 9 de novembre de 1999) és una jugadora d'escacs eslovena que té el títol de Gran Mestra Femenina i el de Mestre Internacional. Ha estat dues vegades campiona mundial femenina en la seva categoria d'edat, i va ser campiona femenina d'Eslovènia el 2013. Unuk és la millor jugadora d'Eslovènia.

## Resultats destacats en competició
Unuk ha guanyat diversos campionats d'escacs femenins d'Eslovènia en diverses categories d'edat: sub-10 (2009), sub-12 (2011), sub-14 (2013), sub-16 (2014), sub-16 (2015), sub-18 (2016), sub-18 (2017). Va jugar representant Eslovènia a les Olimpíades Mundials Juvenils d'escacs sub-16 el 2013 i el 2014. Al Campionat d'Europa sub-18 femení d'escacs per equips, ha jugat amb Eslovènia sis vegades (2012–2017), guanyant una medalla d'or per equips i una d'or individual el 2014, i una medalla de plata individual el 2013. L'any 2014, va guanyar la categoria femenina sub-16 del Campionat del món d'escacs per edats a Durban, Sud-àfrica. Per aquesta victòria va ser guardonada amb el títol de Mestra Internacional (WIM) per la FIDE. En l'edició de 2017, celebrada a Montevideo, Uruguai, va guanyar la categoria femenina sub-18 amb una puntuació de 9½/11 (+9–1=1), 1½ punt per davant de la seva competidora més propera.
L'agost de 2013 a Ljubljana, Unuk va guanyar el Campionat d'escacs femení d'Eslovènia.
Unuk ha jugat per Eslovènia en diferents edicions de les Olimpíades d'escacs femenines:
- El 2014, al tauler quatre de la 41a Olimpíada d'escacs a Tromsø (+6, =3, -1),
- El 2016, a bord d'un a la 42a Olimpíada d'escacs a Bakú (+5, =4, -1),
- El 2018, a bord d'un a la 43a Olimpíada d'escacs de Batum (+2, =4, -4).

Unuk ha jugat per Eslovènia al Campionat d'Europa d'escacs per equips femení:
- El 2013, al quart tauler a Varsòvia (+4, =3, -1),
- El 2015, al primer tauler a Reykjavík (+4, =2, -3),
- El 2017, al primer tauler a Creta (+4, =1, -4),
- El 2019, al primer tauler a Batumi (+3, =4, -2).

Va obtenir el títol de Mestra Internacional el 2021.
Juntament amb els seus companys de l'equip nacional d'escacs d'Eslovènia Teja Vidic i Lara Janželj, presenta el canal Checkitas a Twitch.